# Miroslav Barbir
Miroslav Barbir Mimo hrvatski je glazbenik te dugogodišnji uspješan direktor i glavni urednik Radio postaje Ploče. Tijekom 1980-ih svirao je klavijature u pratećim grupama Seida Memića Vajte, Jasne Zlokić, Zdenke Kovačiček, Mirka Cetinskog, a 1987. i 1988. godine angažira ga Parni valjak, kao klavijaturista na turneji "Jesen u meni". Tijekom devedesetih svirao je klavijature na koncertima Željka Bebeka, Severine Vučković, Tonija Cetinskog i drugih zvijezda hrvatske estrade.
Široj javnosti najpoznatiji je iz kvizova (Tko želi biti milijunaš?, Upitnik, Izazov, Najslabija karika, Eunigma, Potjera itd.), u kojima je redovito pobjeđivao. Posebno se pamti njegov nastup u kvizu 1 protiv 100, u kojem je ispao na kontroverznom pitanju o visini Tonija Kukoča.
U svibnju 2014. godine nastupio je u kvizu HRT-a "Potjera" u kojem je pobijedio legendarnog Mirka Miočića.
Miroslav Barbir je dobitnik "Zlatnog mikrofona" za radijska dostignuća u 2012. godini, najvišeg radijskog priznanja Hrvatske udruge radija i novina (HURIN), a koji je dodijeljen na 5. Danima elektroničkih medija održanima od 13. do 15. prosinca 2012. godine u Opatiji.
U siječnju 2014. gradonačelnik Ploča Krešimir Vejić bez obrazloženja ga je smijenio s mjesta direktora i glavnog urednika Radiopostaje Ploče, što je izazvalo burne reakcije slušatelja.